# Arkadiusz Wrzosek
Arkadiusz Wrzosek (Pruszków, 3 juni 1992) is een Pools kickbokser, bokser en MMA-vechter. Van 2018 tot 2022 stond hij onder contract bij Glory.

## Carrière
Wrzosek won als amateur tussen 2013 en 2017 diverse prijzen in Polen met kickboksen. In 2015 debuteerde hij bij de franchise Fight Exclusive Night (FEN). Hij debuteerde in december 2018 tijdens Glory 62 met een nederlaag op punten tegen Benjamin Adegbuyi. In 2019 won hij tijdens Glory 71 van Demoreo Dennis. Op 4 september 2021 versloeg Wrzosek tijdens Glory 78 Badr Hari op technisch knock-out. Op 19 maart 2022 stonden Wrzosek en Hari weer tegenover elkaar tijdens Glory 80. Na de tweede ronde werd de wedstrijd gestaakt wegens vechtpartijen in het publiek. Glory zei daarop het contract met Wrzosek op.
De Pool sloot zich kort daarna aan bij vechtsportorganisatie KSW en zou zich zo na een kickbokscarrière van zo'n tien jaar voor het eerst toeleggen op de multidisciplinaire vechtsport MMA. In voorbereiding op zijn debuut trainde Wrzosek onder andere met voormalig UFC-vechter Alistair Overeem. Wrzosek trad op 21 augustus 2022 aan tegen Tomasz Sarara tijdens KSW 73 in Warschau. Hoewel hij in de eerste ronde lang op de grond werd gehouden, nam Wrzosek vanaf de tweede ronde het initiatief. De scheidsrechter stopte het gevecht in de derde ronde, omdat Sarara zich niet meer verdedigde. Daardoor kwam Wrzosek als winnaar uit de bus.

## Overig
Op 12 december 2023 werden er in Breda, bij de vechtsportschool waar Wrzosek die ochtend had getraind, meerdere schoten gelost op de auto waarin Wrzosek zat. Zeker één kogel raakte het voertuig, waarin ook een andere persoon zat. Niemand raakte gewond. Wrzosek verklaarde nadien via Instagram het voorval te beschouwen als een misverstand en niet als een aanslag op zijn leven.